# Lomariopsis salicifolia
Lomariopsis salicifolia là một loài dương xỉ trong họ Lomariopsidaceae. Loài này được Lellinger mô tả khoa học đầu tiên..
Danh pháp khoa học của loài này chưa được làm sáng tỏ. 